# Colombier, Vaud
Colombier är en ort i kommunen Echichens i kantonen Vaud i Schweiz. Den ligger cirka 13 kilometer nordväst om Lausanne. Orten har 578 invånare (2021).
Orten var före den 1 juli 2011 en egen kommun, men inkorporerades då tillsammans med Monnaz och Saint-Saphorin-sur-Morges in i kommunen Echichens.